# Polypedilum siamensis
Polypedilum siamensis är en tvåvingeart som beskrevs av Moubayed 1989. Polypedilum siamensis ingår i släktet Polypedilum och familjen fjädermyggor.
Artens utbredningsområde är Thailand. Inga underarter finns listade i Catalogue of Life.